# Perozes Carano
Perozes Carano (em persa médio: Pērōz ī Kārin; em grego clássico: Πηρωζ Καρην; romaniz.: Pērōz Karēn) foi um nobre parta do século III, membro da Casa de Carano ativo no reinado do xá Artaxer I (r. 224–242). 

## Nome
Perozes (Περόζης / Περώζης, Perózēs / Perṓzēs) é a forma grega do persa médio Peroz (𐭯𐭩𐭫𐭥𐭰, Pērōz), "Vitorioso", que derivou do persa antigo Pariauja (*Pariaujah; de *pari, "em torno", e *aujah, "força, poder"). Foi registrado em parta como Peroze (Pērōž), em persa novo como Piruz (پیروز, Pīrūz), em árabe Firuz (فَيْرُوز, Fīrūz), em georgiano como Peroze / Peroz (em georgiano: პეროჟ / პეროზ; romaniz.: Pʼerož / Pʼeroz) e em armênio como Peroz (Պերոզ).

## Vida
Perozes pertencia à Casa de Carano, uma das sete grandes casas partas do Império Sassânida. É conhecido apenas a partir dos Feitos do Divino Sapor, uma inscrição trilíngue produzida no reinado do xainxá Sapor I (r. 240–270). Aparece na lista de dignitários da corte e está classificado na 13.ª posição dentre os 31 dignitários da corte de Artaxer I (r. 224–242).